# Catedral de Santa Teresa del Niño Jesús (Saitama)
La Catedral de Santa Teresa del Niño Jesús o simplemente Iglesia de Urawa (en japonés: 幼いイエスの聖テレジア司教座聖堂) es el nombre que recibe un edificio religioso que se encuentra ubicado en la localidad de Urawa en la prefectura de Saitama parte del país asiático de Japón.
El actual templo data de 1940, sigue el rito romano o latino y sirve como la sede de la diócesis de Saitama (Dioecesis Saitamaensis; カトリックさいたま教区) que fue elevada a su actual estatus en 1957 mediante la bula "Qui superna Dei" del papa Pío XII.
No poseía obispo residente por lo que era sede vacante hasta el pasado 2 de junio de 2018 cuando el Santo Padre Francisco designó como obispo de Saitama al salesiano Mario Yamanouchi, nacido en Japón pero inmigrante en Argentina junto a sus padres y cuatro hermanos más. Al cabo de los años ingresó al noviciado salesiano en la provincia de Santa Fe y fue ordenado sacerdote para la Sociedad de Don Bosco (SDB) en la ciudad de San Juan. Luego de desarrollar diversas tareas en Argentina optó por volver a su país natal donde desempeñó múltiples misiones hasta la actualidad, que se desempeñaba como Inspector general de la provincia salesiana de Japón. Sus hermanos y familiares aún residen en la Argentina. La Catedral, sede natural del obispo, recibe su nombre en honor de Teresa del Niño Jesús y de la Santa Faz o, simplemente, Santa Teresita una carmelita descalza francesa declarada santa en 1925 y proclamada Doctora de la Iglesia en 1997 por el papa Juan Pablo II, además Patrona Universal de la Misiones junto al jesuita San Francisco Javier.